# Gynoplistia (Gynoplistia) cladophora
Gynoplistia (Gynoplistia) cladophora is een tweevleugelige uit de familie steltmuggen (Limoniidae). De soort komt voor in het Australaziatisch gebied.